# Ergometrinina
Ergometrinina es un alcaloide del cornezuelo de centeno.